# Graphitmoderierter Kernreaktor
Ein graphitmoderierter Kernreaktor, englisch gas-cooled reactor (GCR) ‚Gas-gekühlter Kernreaktor‘, ist ein Kernreaktor, bei dem die Wärmeabfuhr (Kühlung) durch ein Fluid (Gas oder Wasser) erfolgt. Des Weiteren ist den Kernreaktoren spezifisch, dass Graphit als Neutronenmoderator eingesetzt wird.

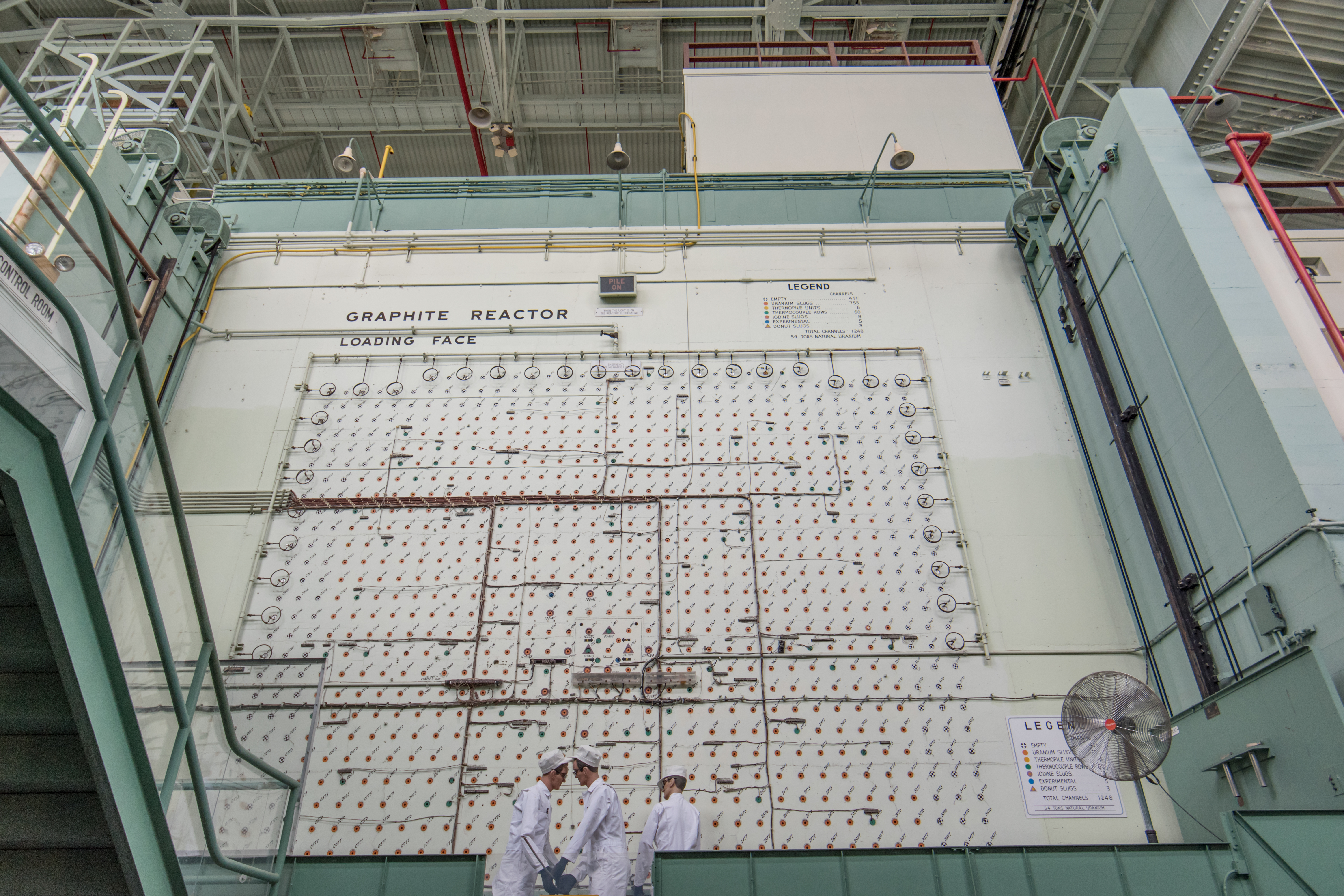
Der Reaktor in Oak Ridge (Clinton Works) war ein gasgekühlter, graphitmoderierter Kernreaktor, der kurz nach CP-1 gebaut wurde und zum Vorbild für weitere Reaktoren (Hanford) wurde. Die Reaktordesigner waren u. a. die Physiker A. M. Weinberg und E. P. Wigner. Das Foto zeigt die Vorderseite mit der Beladebrücke. Man erkennt die Größe des Reaktors im Vergleich zu den Dummys.

## Geschichte
GCR-Reaktoren wurden zwischen 1942 und ca. 1970 entwickelt und zählen zur 1. und 2. Reaktorgeneration. Der erste graphitmoderierte Reaktor Chicago Pile 1 (CP-1) wurde von Enrico Fermi erbaut, welcher am 2. Dezember 1942 kritisch wurde. CP-1 war der 1. Kernreaktor der Welt.
GCRs wurden teilweise für eine Doppelnutzung eingesetzt, viz. zur Produktion von Spaltmaterial und zur Gewinnung von Energie (Elektrizität). Bekannte Beispiele sind die Power Station Calder Hall und das sowjetische Kernkraftwerk Obninsk, wobei Obninsk kein Produktionsreaktor war. Viele weitere Reaktoren wurden in dem Jahrzehnte kritisch und hatten Betriebszeiten von über 40 Jahren.

### Deutsches Atomwaffenprojekt
Beim deutschen Atomwaffenprojekt (Uranprojekt) während des Zweiten Weltkriegs wurde aufgrund der Kontamination des damals erhältlichen Graphits mit geringen Mengen an Bor und Cadmium (welche beide starke Neutronengifte sind) die Eignung von Graphit als Moderator nicht erkannt, weswegen auf die (zu damaligen Zeiten) schwierigere Route eines Schwerwasserreaktors gesetzt wurde, was – unter anderem aufgrund nicht ausreichend verfügbarem schweren Wasser – bis zum Ende des Krieges verhinderte, dass die Nationalsozialisten einen Reaktor bauen konnten, der Kritikalität erreichen sollte. Der Reaktor allein ist jedoch nicht ausreichend für eine Kernwaffe.

## Design

Grundlegender Aufbau eines GCR.

Graphitmoderierte Reaktoren sind typischerweise größer als Leichtwasserreaktoren, da die moderierende Eigenschaft von Graphit weniger ausgeprägt ist als die des Wasserstoffs. GCR werden mit natürlichem Uran als Brennstoff betrieben. Sogenannte Nullleistungsreaktoren mit Graphitmoderation kommen ohne Kühlung aus bzw. wurden lediglich durch die Umgebungsluft (Gas) gekühlt. Letztere waren in der Vergangenheit häufig Forschungsreaktoren, bspw. der Reaktor BEPO in Harwell.

### Kernbrennstoff
Graphitmoderierte Reaktoren können so gebaut werden, dass ein Betrieb mit Natururan möglich ist. Im konkreten Fall war dies zu Beginn des Nuklearzeitalters von Vorteil, da keine großen Urananreicherungskapazitäten zur Verfügung standen.

### Nukleargraphit
Für GCR-Reaktoren kommt nur spezieller Graphit, auch bekannt als Nukleargraphit, zum Einsatz. Dieser muss speziellen Anforderungen an die Reinheit u. a. entsprechen. Graphit ist brennbar und unterliegt einer Verschiebung von Atomen durch Neutronenstrahlung und der Speicherung von Energie, bekannt als Wigner Effekt. Daher muss der Graphit in einem Niedertemperaturreaktor (z. B. BEPO-Forschungsreaktor) bei höheren Temperaturen angelassen werden. Bei Leistungsreaktoren, z. B. Calder Hall, ist dieses Problem weniger ausgeprägt, da die höheren Temperaturen zu einer Art Selbstheilung führen. Bei den Reaktoren der Windscale Works kam es jedoch 1957 zu einem Reaktorunfall, siehe auch Windscale-Brand.
Da Graphit brennbar ist und – unter anderem durch Neutronenbeschuss – im Betrieb erheblich erhitzt wird, muss Sorge getragen werden, dass das Graphit nicht in Kontakt mit Sauerstoff oder Wasser gerät (heißer Kohlenstoff und Wasser wurden im 19. und frühen 20. Jahrhundert zur Produktion so genannten Wassergases genutzt und erzeugten eine giftige und explosive Mischung aus Wasserstoffgas und Kohlenstoffmonoxid), da es sonst zu einem Graphitbrand kommen kann, welcher Radionuklide mit den Rauchgasen weit verteilen kann. Sowohl beim Windscale-Brand als auch beim Reaktorunglück von Tschernobyl kam es zu Graphitbränden. Allerdings besteht bei Vorhandensein von Wasser (unabhängig ob „normales“ leichtes oder schweres Wasser) die Möglichkeit einer Reaktion vom Schema Metall + Wasser → Metallhydrid + Sauerstoff bzw. Metall + Wasser → Metalloxid + Wasserstoff und einer dadurch entstehenden Knallgasreaktion. Auch kann bei ausreichend hohen Temperaturen, bzw. bei Einwirkung entsprechender ionisierender Strahlung (Radiolyse) Wasser dissoziieren und ebenfalls zündfähiges Knallgas bilden. Sowohl beim Unfall von Fukushima als auch beim Unfall von Tschernobyl kam es zu Knallgasexplosionen.

### Dampfblasenkoeffizienten
Graphitmoderierte Reaktoren mit Wasserkühlung wie die der sowjetischen Baureihe RBMK besitzen einen positiven Dampfblasenkoeffizienten. Das bedeutet, dass bei Entstehung von Dampfblasen im Kühlwasser die Leistung ansteigt. Aus diesem Grund kann sich ein Leistungsanstieg selbst verstärken (positive Rückkopplung), was im Störfall zur Katastrophe führen kann. Heliumgekühlte graphitmoderierte Kernreaktoren, wie der Hochtemperaturreaktor, sind wegen des gasförmigen Kühlmittels von diesem Risiko nicht betroffen. Die Verwendung des chemisch inerten Kühlmittels Helium hat weiterhin den Vorteil, dass die Reaktion von Graphit mit Wasser oder Luftsauerstoff unwahrscheinlicher gemacht wird.

### Flüssigmetall
Obwohl auch die Kühlung mittels Flüssigmetall (z. B. die Legierung „NaK“, Blei-Bismut oder gar Quecksilber) verschiedentlich vorgeschlagen wurde, wurde bei tatsächlich umgesetzten Projekten im Wesentlichen auf Wasser- oder Gaskühlung gesetzt. Flüssigmetall-Reaktoren wurden eigenständig weiterentwickelt und erprobt.

## Sowjetische RBMK-Reaktoren
Der sowjetische RBMK, unter der Federführung von N. A. Dolleschal entwickelt, wurde damals als – vermeintlich – schnell zu bauender und billig zu betreibender Reaktor darauf ausgelegt, ohne schweres Wasser oder Urananreicherung betreibbar zu sein. Zusätzlich waren die Anlagen fähig waffenfähiges Plutonium (für das sowjetische Atombombenprogramm) und große Mengen elektrischer Energie zu produzieren. Dabei wurden auf Kosten der Sicherheit Kompromisse eingegangen. Als eines der größten Reaktorunglücke weltweit, ist hier das Unglück von Tschernobyl in dem Jahr 1986 zu erwähnen.

## GCR-Reaktoren (Beispiele)
Zum Beispiel gibt bzw. gab es folgende GCR-Kernreaktoren:

### Wassergekühlt
- ADE-Reaktor
- AMB-Reaktor
- Die Reaktoren bei Hanford
- MKER
- RBMK

### Gasgekühlt
- Advanced Gas-cooled Reactor (AGR) (CO2-gekühlt); AGR war eine Reaktorlinie bzw. Weiterentwicklung der GCR-Technik
- Clinton Reaktor (viz. X-10 bei Oak Ridge)
- G1 in Marcoule (Luftgekühlt)
- G2 und G3 in Marcoule (CO2-gekühlt)
- Hochtemperaturreaktor (Heliumgekühlt)
- Magnox-Reaktor (CO2-gekühlt)
- Nyŏngbyŏn-Reaktor
- UNGG-Reaktor (CO2-gekühlt)

### Fachbeiträge
- Christopher Hinton: The Graphite-Moderated, Gas-Cooled Pile and Its Place in Power Production. In: Proceedings of the International Conference on the Peaceful Uses of Atomic Energy. 3 Power Reactors, 1955 (englisch, un.org [PDF]).
- Joseph R. Dietrich, Walter H. Zinn: Solid Fuel Reactors (= Addison-Wesley Books in Nuclear Science and Metallurgy). Addison-Wesley, 1958 (englisch).
- Robert L. Loftness: Nuclear Power Plants. D. Van Nostrand Company, New York 1964 (englisch).
- W. Marshall (Hrsg.): Volume 1: Reactor technology (= Nuclear power technology. 1 v. 3). Clarendon Press ; Oxford University Press, Oxford 1983 (englisch).
- Pavel V. Tsvetkov: Graphite‐Moderated Fission Reactor Technology. In: Steven B. Krivit, Jay H. Lehr, Thomas B. Kingery (Hrsg.): Nuclear Energy Encyclopedia. 1. Auflage. Wiley, 2011, ISBN 978-0-470-89439-2, S. 187–192, doi:10.1002/9781118043493.ch20 (englisch).
- J.W. Dawson, M. Phillips: Gas-cooled nuclear reactor designs, operation and fuel cycle. In: Nuclear Fuel Cycle Science and Engineering. Elsevier, 2012, ISBN 978-0-85709-073-7, S. 300–332, doi:10.1533/9780857096388.3.300 (englisch).
- Paul Breeze: Gas-Cooled Reactors. In: Nuclear Power. Elsevier, 2017, ISBN 978-0-08-101043-3, S. 45–51, doi:10.1016/B978-0-08-101043-3.00005-5 (englisch).

### Nukleargraphit
- W.P. Eatherly: Nuclear graphite—The first years. In: Journal of Nuclear Materials. Band 100, Nr. 1–3, September 1981, S. 55–63, doi:10.1016/0022-3115(81)90519-5 (englisch).
- Barry J. Marsden, Graham N. Hall, Abbie N. Jones: Graphite in Gas-Cooled Reactors. In: Comprehensive Nuclear Materials. Elsevier, 2020, ISBN 978-0-08-102866-7, S. 357–421, doi:10.1016/B978-0-12-803581-8.00729-3 (englisch).
- Steve Johns, William E. Windes, David T. Rohrbaugh, David L. Cottle: High temperature annealing of irradiated nuclear grade graphite. In: Journal of Nuclear Materials. Band 579, Juni 2023, S. 154377, doi:10.1016/j.jnucmat.2023.154377 (englisch).